# Таужолы
Таужолы (каз. Таужолы) — мкр. Наурызбайском районе города Алма-Аты Казахстана. Наурызбайский район, мкр. Таужолы. Код КАТО — 195239700.

## Население
В 1999 году население села составляло 155 человек (78 мужчин и 77 женщин). По данным переписи 2009 года, в селе проживал 391 человек (194 мужчины и 197 женщин).